# Cassida ferruginea
Cassida ferruginea es un coleóptero de la familia Chrysomelidae.
Fue descrita científicamente en 1777 por Goeze.